# Un flingue pour un flic
Pour plus de détails, voir Fiche technique et Distribution.
Un flingue pour un flic (Il carabiniere) est un film italien réalisé par Silvio Amadio et sorti en 1981.

## Synopsis
Les frères Francesco et Paolo Palumbo vivent avec leur mère Elena (le père est décédé) dans une ferme de Toscane, qu'ils gèrent eux-mêmes avec un couple de domestiques. Le terrain est convoité par un entrepreneur immobilier, Roberto De Micheli, mais les Palumbo refusent catégoriquement toutes ses propositions. Par ailleurs, la fille de Roberto, Angela, est tombé amoureuse de Paolo, et le fréquente malgré l'interdiction formelle de son père. Un jour, Angela est témoin de l'assassinat de Paolo par des tueurs envoyés par son père. En apprenant que De Micheli est l'instigateur de la mort de son frère, Francesco décide de venger sa mort.

## Fiche technique
Sauf indication contraire, les informations mentionnées dans cette section peuvent être confirmées par la base de données cinématographiques IMDb,  présente dans la section « Liens externes ».
- Titre français : Un flingue pour un flic[1]
- Titre original italien : Il carabiniere[2]
- Réalisation : Silvio Amadio
- Scénario : Silvio Amadio, Mario Gariazzo
- Photographie : Maurizio Salvatori
- Montage : Gianfranco Amicucci
- Musique : Ubaldo Continiello
- Décors : Francesco Cuppini
- Production : Vincenzo Salviani
- Société de production : Domizia Cinematografica
- Pays de production :  Italie
- Langue originale : italien
- Format : Couleur
- Durée : 96 minutes[2]
- Genre : Drame, policier[1]
- Dates de sortie :
  - Italie : 1981
  - France : 1984

## Distribution
- Fabio Testi : Francesco Palumbo
- Massimo Ranieri : Paolo Palumbo
- Enrico Maria Salerno : Roberto De Micheli
- Valeria Valeri : Elena Palumbo
- Silvio Spaccesi : don Saverio
- Marino Masè : Gianni, le médecin
- Chiara Salerno : Angela De Micheli
- Mariolina De Fano : Concetta
- Nicola Pignataro : Minguccio
- Vincenzo Ferro : Le maresciallo du pays
- Tommaso Bianco : Le maresciallo de Naples
- Andrea Aureli : Carlo Ippolito
- Gilberto Galimberti : Vincenzo Caputo
- Lino Coletta : Le facteur
- Giovanna Avena
- Lavinia Rizzi
- Giuseppina Pagano
- Franco Marino : Marco, l'ami de Francesco
- Domenico Albergo